# Enterobacteriaceae
Famille
Les Enterobacteriaceae sont une famille de bacilles Gram négatifs de l'ordre des Enterobacterales. Leur nom provient de Enterobacter qui est l'un des genres, mais exceptionnellement pas le genre type, de cette famille : le genre type des Enterobacteriaceae est Escherichia. C'est de loin la plus grande famille de l'ordre auquel elle appartient.
« Entérobactéries » est un terme imprécis sur le plan taxonomique mais largement utilisé pour désigner des bactéries abondantes dans le tube digestif des Mammifères et dans l'environnement, dotées de certaines caractéristiques biologiques communes. Avant l'ère de la phylogénétique moléculaire, lorsque les familles bactériennes n'étaient définies que par des critères phénotypiques, il pouvait désigner la famille des Enterobacteriaceae. Depuis la refonte de l'ordre des Enterobacterales réalisée en 2016 par Adeolu et al. sur des critères génomiques, le périmètre des Enterobacteriaceae a été réduit et ces deux termes ne sont plus synonymes.

## Liste de genres

### Genres validement publiés
Selon la LPSN (24 octobre 2022) :
- Buttiauxella Ferragut et al. 1982
- Cedecea Grimont et al. 1981
- Citrobacter Werkman & Gillen 1932
- Cronobacter Iversen et al. 2008
- Enterobacillus Patil et al. 2015
- Enterobacter Hormaeche & Edwards 1960
- Escherichia Castellani & Chalmers 1919 – genre type
- Franconibacter Stephan et al. 2014
- Gibbsiella Brady et al. 2011
- Huaxiibacter He et al. 2022
- Intestinirhabdus Xu et al. 2020
- Izhakiella Aizenberg-Gershtein et al. 2016
- Klebsiella Trevisan 1885
- Kluyvera Farmer et al. 1981
- Kosakonia Brady et al. 2013
- Leclercia Tamura et al. 1987
- Lelliottia Brady et al. 2013
- Limnobaculum Baek et al. 2019
- Mangrovibacter Rameshkumar et al. 2010
- Phytobacter Zhang et al. 2017
- Plesiomonas corrig. Habs & Schubert 1962
- Pluralibacter Brady et al. 2013
- Pseudescherichia Alnajar & Gupta 2017
- Pseudocitrobacter Kämpfer et al. 2014
- Raoultella Drancourt et al. 2001
- Rosenbergiella Halpern et al. 2013
- Saccharobacter Yaping et al. 1990
- Salmonella Lignieres 1900
- Scandinavium Marathe et al. 2020
- Shigella Castellani & Chalmers 1919
- Shimwellia Priest & Barker 2010
- Siccibacter Stephan et al. 2014
- Symbiopectobacterium Nadal-Jimenez et al. 2022
- Tenebrionibacter Hu & Yang 2022
- Tenebrionicola Lee et al. 2022
- Trabulsiella McWhorter et al. 1992
- Yokenella Kosako et al. 1985

### Genres reclassés (synonymes)
Selon la LPSN (6 novembre 2022) les genres suivants ont été reclassés au sein de la famille des Enterobacteriaceae :
- Calymmatobacterium Aragão & Vianna 1913 : reclassé en Klebsiella
- Koserella Hickman-Brenner et al. 1985 : reclassé en Yokenella
- Levinea Young et al. 1971 : reclassé en Citrobacter
- Metakosakonia Alnajar & Gupta 2017 : reclassé en Phytobacter

De plus, le genre Entomohabitans Lee et al. 2022 (fam. Enterobacteriaceae) a été reclassé en Erwinia (fam. Erwiniaceae).

### Genres en attente de publication valide
Selon la LPSN (6 novembre 2022) (Ca. signifie Candidatus) :
- « Aranicola » Schabereiter-Gurtner et al. 2001
- « Atlantibacter » Hata et al. 2016
- « Averyella » Johnson et al. 2005
- « Ca. Blochmaniella » corrig. Sauer et al. 2000
- « Cloaca » Castellani & Chalmers 1919
- « Colobactrum » Borman et al. 1944
- « Ca. Cuticulibacterium » corrig. Wier et al. 2004
- « Edaphovirga » Xue et al. 2019
- « Encapsulatus » Castellani & Chalmers 1919
- « Erythrobacillus » Fortineau 1905
- « Galloisinimonas » Park et al. 2012
- « Jejubacter » Jiang et al. 2020
- « Ca. Macropleicola » Kölsch et al. 2009
- « Ca. Moranella » McCutcheon & von Dohlen 2011
- « Nissabacter » Mlaga et al. 2017
- « Padlewskia » Macierewicz 1966
- « Paracolobactrum » Borman et al. 1944
- « Ca. Phloeobacter » corrig. Zreik et al. 1998
- « Ca. Profftia » Toenshoff et al. 2012
- « Proshigella » Borman et al. 1944
- « Pseudenterobacter » Wu et al. 2020
- « Ca. Regiella » Moran et al. 2005
- « Ca. Riesia » Sasaki-Fukatsu et al. 2006
- « Ca. Stammerella » corrig. Mazzon et al. 2008
- « Superficieibacter » Potter et al. 2018
- « Ca. Trabutinella » Szabó et al. 2017
- « Ca. Westeberhardia » Klein et al. 2016
- « Ca. Williamhamiltonella » corrig. Moran et al. 2005